# Kärrdunört
Kärrdunört (Epilobium palustre) är en växtart i familjen dunörtsväxter.